# Sclerotinia
Genre
Sclerotinia est un genre de champignon ascomycètes de la famille des Sclerotiniaceae. Certaines des espèces du genre sont des phytopathogènes à l'origine de la Pourriture blanche qui peut affecter l'agriculture. Le sclérote représente la forme de conservation des espèces de ce genre.

## Description
Les espèces du genre Sclerotinia produisent des apothécies sous forme de réceptacles cupulés présentant un long pied généralement brun, leurs asques bleuissent au sommet sous l’action de l’iode et ils naissent à partir d’un sclérote, c’est-à-dire une sorte de concentration mycélienne coriace riche en substances nutritives permettant aux champignons de subsister pendant les périodes défavorables,.

## Impact parasitaire

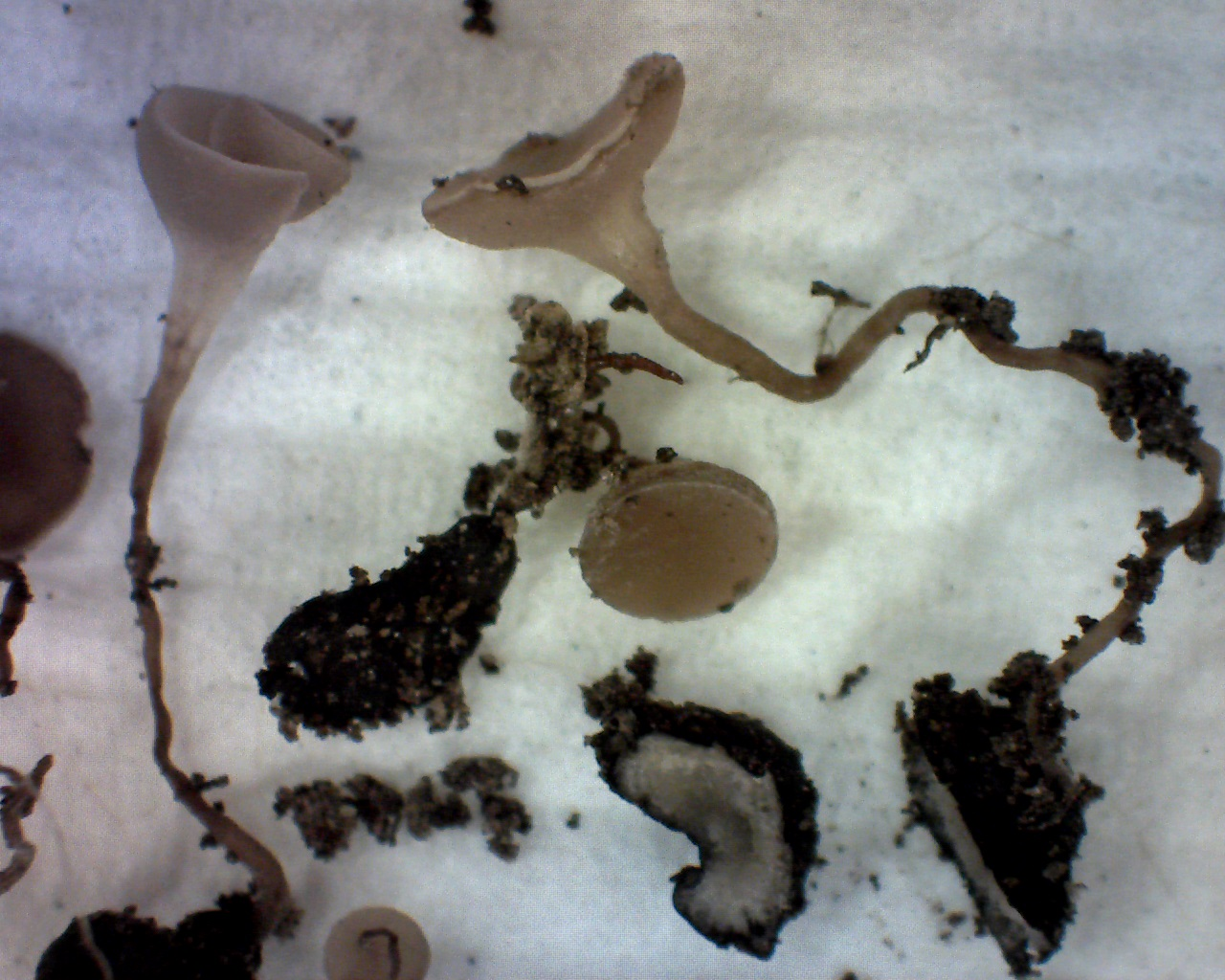
Sclerotinia sclerotiorum et son sclérote

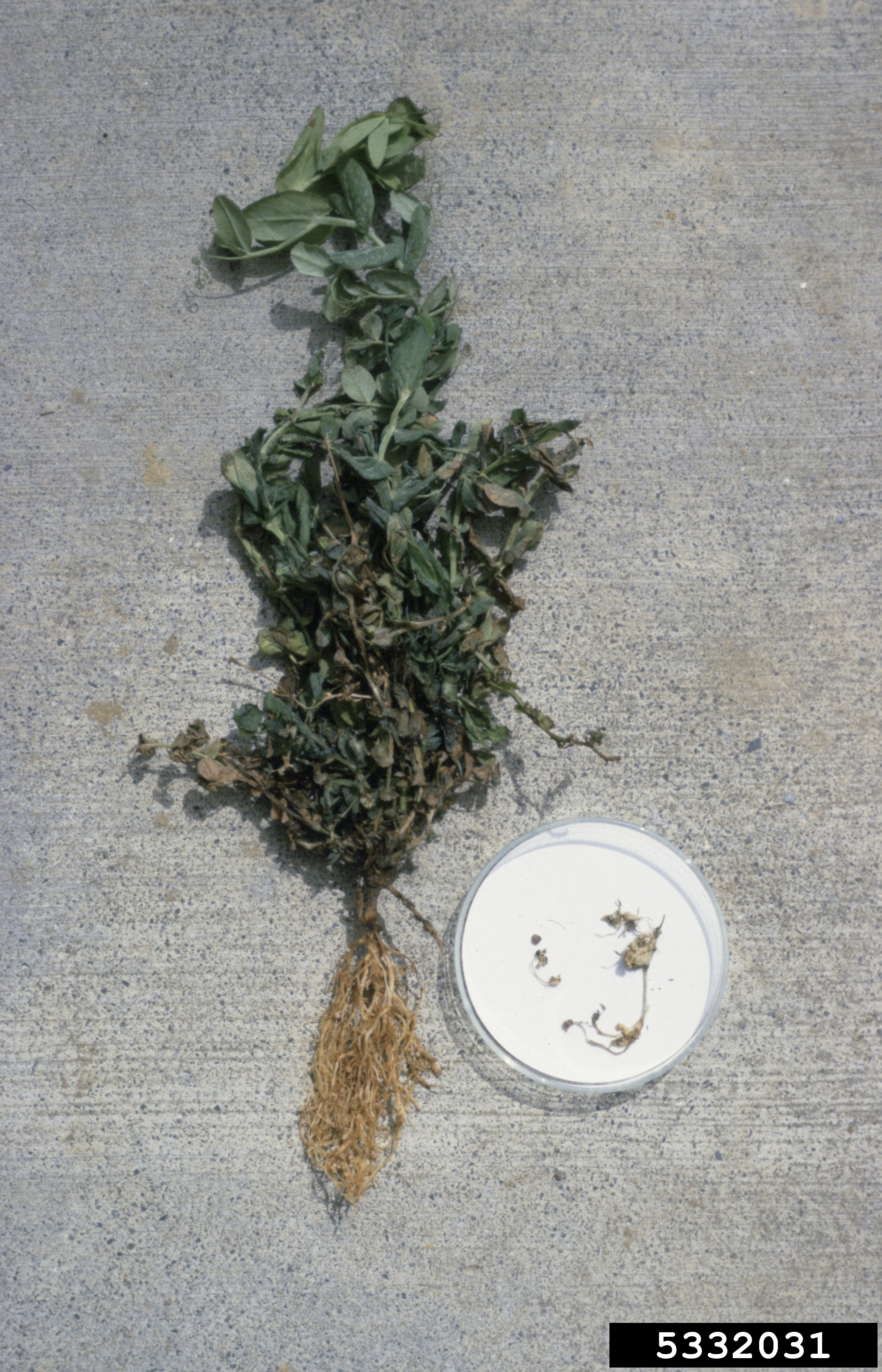
Sclerotinia trifoliorum parasitant un Trèfle indéterminé.

Sclerotinia sclerotiorum est l'espèce type du genre Sclerotinia créé par Leopold Fuckel en 1870. Il s'agit d'un ennemi de nombreuses cultures : chou, haricot, agrumes, melon, tomate, tournesol parmi plus de 400 plantes qui peuvent être attaquée par la Pourriture blanche, mycélium de ce champignon.
Il existe de nombreuses autres espèces dont le substrat est un des principaux critères d’identification : Sclerotinia trifoliorum cause la maladie de la sclérotiniose qui provoque de sérieux dégâts aux légumineuses comme la luzerne et les Trèfles. Dans endroits humides, Sclerotinia capillipes pousse sur le Jonc des crapauds, Sclerotinia menieri se rencontre sous les feuilles vivantes de la Baldingère faux-roseau, Sclerotinia glacialis sous les basales de la Renoncule des glaciers et Sclerotinia aconitincola sur la tige sèche de d'Aconits ,,,. 

## Recombinaisons
De nombreuses espèces ont été classées dans ce genre puis recombinées ailleurs comme Dumontinia tuberosa, parasite de quelques Anémones et unique espèce de son genre, Ciborinia candolleana qui se rencontre sur feuilles de chênes ou de châtaignier et Ciborinia bresadolae sur les branches et feuilles de châtaignier, Myriosclerotinia curreyana qui croît sur les tiges mortes de joncs, Myriosclerotinia sulcata, parasite de Laîches.

## Ensemble des espèces
Liste des espèces selon GBIF (15 mai 2022) :
- Sclerotinia aconitincola Rehm
- Sclerotinia acutispora Velen.
- Sclerotinia angustior J.M.Reade
- Sclerotinia antarctica Gamundí & Spinedi
- Sclerotinia arctica M.E.Elliott
- Sclerotinia asari Y.Wu & C.R.Wang
- Sclerotinia atrostipitata Svrček
- Sclerotinia bifrons Seaver & Shope
- Sclerotinia borealis Bubák & Vleugel
- Sclerotinia brevipes (Bosch) Boud.
- Sclerotinia brunneocarpa F.T.Benn.
- Sclerotinia bryophila Kirschst.
- Sclerotinia bulborum (Wakker) Sacc.
- Sclerotinia capillipes Quél.
- Sclerotinia caricina Velen.
- Sclerotinia carlinae Velen.
- Sclerotinia carnea Velen.
- Sclerotinia carpini Klika
- Sclerotinia caudata Velen.
- Sclerotinia chaenomelis E.Fisch.
- Sclerotinia cirsii-spinosissimi Senn-Irlet
- Sclerotinia coloradensis E.K.Cash & R.W.Davidson
- Sclerotinia cylindrica Velen.
- Sclerotinia fagopyri Hori
- Sclerotinia fallax (Sacc.) E.K.Cash & R.W.Davidson
- Sclerotinia festucae Velen.
- Sclerotinia filipes (W.Phillips) Sacc.
- Sclerotinia fredericae Svrček
- Sclerotinia galeopsidis Velen.
- Sclerotinia ginseng C.R.Wang, C.F.Chen & J.Chen
- Sclerotinia glacialis Frank Graf & T.Schumach.
- Sclerotinia glandicola Velen.
- Sclerotinia globispora Velen.
- Sclerotinia hartii (Berk.) Boud.
- Sclerotinia helvelloidea Henn.
- Sclerotinia herbiseda Velen.
- Sclerotinia heterocarpa F.T.Benn.
- Sclerotinia himalayensis M.P.Sharma & K.S.Thind
- Sclerotinia homoeocarpa F.T.Benn.
- Sclerotinia hordei Schellenb.
- Sclerotinia juncigena (Ellis & Everh.) Whetzel
- Sclerotinia kerneri (Wettst.) L.M.Kohn
- Sclerotinia kerneri Wettst.
- Sclerotinia kirschsteineriana Henn.
- Sclerotinia kirschsteiniana Henn.
- Sclerotinia kitajimana K.Ito & Y.Hosaka
- Sclerotinia lentiformis Velen.
- Sclerotinia longisclerotialis Whetzel
- Sclerotinia luzulae Whetzel
- Sclerotinia matthiolae Lendn.
- Sclerotinia menieri Boud.
- Sclerotinia microspora Velen.
- Sclerotinia minor Jagger
- Sclerotinia minor Velen.
- Sclerotinia miyabeana Hanzawa
- Sclerotinia moelleriana Henn.
- Sclerotinia monieri Boud.
- Sclerotinia muscorum A.L.Sm. & Ramsb.
- Sclerotinia myrtaceae Rick
- Sclerotinia nicotianae Oudem. & Jos.König
- Sclerotinia nigromarginata Velen.
- Sclerotinia nivalis I.Saito
- Sclerotinia nyssogena (Ellis) Rehm
- Sclerotinia ocymi Voglino
- Sclerotinia pallida Velen.
- Sclerotinia paridis (Boud.) Sacc. & Traverso
- Sclerotinia phormii J.V.Almeida & Sousa da Câmara
- Sclerotinia pocula (Sw.) Boud.
- Sclerotinia podophyllina (Whetzel) Arx
- Sclerotinia pseudoplatani Svrček
- Sclerotinia rathenowiana Kirschst.
- Sclerotinia rehmiana Rick
- Sclerotinia richteriana Henn. & Staritz
- Sclerotinia ricini G.H.Godfrey
- Sclerotinia riograndensis Rick
- Sclerotinia salicina Velen.
- Sclerotinia sativa Drayton & J.W.Groves
- Sclerotinia schoenicola Whetzel
- Sclerotinia sclerotiorum (Lib.) de Bary
- Sclerotinia serica M.A.Keay
- Sclerotinia solani Vaňha
- Sclerotinia spermophila Noble
- Sclerotinia spinosae (Lib.) Velen.
- Sclerotinia subarctica Winton, Krohn & R.H.Leiner
- Sclerotinia sulcata (Roberge ex Desm.) Whetzel
- Sclerotinia tenella (P.Karst.) Boud.
- Sclerotinia tenuispora Velen.
- Sclerotinia tetraspora Holst-Jensen & T.Schumach.
- Sclerotinia trifoliorum Erikss.
- Sclerotinia trillii Y.Harada & Narumi
- Sclerotinia veratri E.K.Cash & R.W.Davidson
- Sclerotinia verrucispora Baral
- Sclerotinia veselyi Pilát & Svrček
- Sclerotinia vesicaria Giesenh.
- Sclerotinia wisconsinensis Rehm
- Sclerotinia xanthorrhoeae G.W.Beaton & Weste